# Richard Rodenheiser
 Richard Peter (Dick) Rodenhiser (Marquette (Michigan), 12 november 1932) is een voormalig Amerikaans ijshockeyer. 
Rodenhiser veroverde tijdens de Olympische Winterspelen 1956 in het Italiaanse Cortina d'Ampezzo de zilveren medaille achter de Sovjet-Unie. Rodenhiser speelde alleen mee in de met vier drie verloren wedstrijd tegen Tsjecho-Slowakije.
Vier jaar later won Rodenhiser tijdens de Olympische Winterspelen 1960 in eigen land de gouden medaille. Dit was de eerste keer dat de Amerikaanse ploeg olympisch goud won bij het ijshockey. Tijdens dit toernooi maakte Rodenhiser in vijf wedstrijden één doelpunten.